# 2000 في السويد
فيما يلي قوائم الأحداث التي وقعت خلال عام 2000 في السويد.

## أفلام
من الأفلام التي صدرت هذه السنة في السويد:
- 17 مايو – راقصة في الظلام من إخراج لارس فون ترايير.

## مواليد

### فبراير
- 15 فبراير – فيليف ساندستروم مطور برمجيات سويدي.

### يناير
- 1 يناير – غيورغ يوهانسون (مواليد 1910) لاعب كرة قدم سويدي.

### فبراير
- 1 فبراير – إريك هولمبرغ (مواليد 1908) عالم فلك سويدي.

### مارس
- 19 مارس – إغون جونسون (مواليد 1921) لاعب كرة قدم سويدي.

### سبتمبر
- 24 سبتمبر – يان إسلون (مواليد 1952) لاعب شطرنج سويدي.

### نوفمبر
- 7 نوفمبر – إنغريد من السويد، ملكة الدنمارك (مواليد 1910)